# میویل (مینه‌سوتا)
میویل (به انگلیسی: Mayville) یک منطقهٔ مسکونی در ایالات متحده آمریکا است که در شهرستان مور، مینه‌سوتا واقع شده‌است. میویل ۳۸۴٫۰۵ متر بالاتر از سطح دریا قرار دارد.